# Cubitanthus alatus
Cubitanthus es un género monotípico de plantas herbáceas perteneciente a la familia Gesneriaceae. Su única especie: Cubitanthus alatus Cham. & Schltdl. Barringer, es originaria de Sudamérica.

## Descripción
Son hierbas perennifolias, con indumento de largos pelos multicelulares. Tallo decumbente, 4- alado, con raíces adventicias en los nudos. Las raíces son fibrosas. Las hojas opuestas, con peciolo alado; hoja serrada, con venación pinnada. Tiene flores solitarias axilares; pedúnculo ligeramente alado en la base. Sépalos libres, lanceolados - agudos. Corola cilíndrica El fruto en forma de cápsula septicida, con  2- válvas, incluidas dentro del persistente cáliz. Las semillas son ovoides, ligeramente estriadas.

## Distribución y hábitat
Se distribuyen  por Brasil (Bahía).  Se encuentra en forma de maleza en plantaciones de cacao, su hábitat natural son, probablemente, las zonas de bosques costeros. 

## Etimología
El nombre del género deriva de las palabras griegas κυβιτος,  kubitos = barba, y άνθος, anthos = flor, aludiendo a la densidad de las vellosidades del labio inferior de la corola.

## Taxonomía
La especie primero se definió como Russelia alata Cham. y Schltdl. y se le asignó a la familia Scrophulariaceae. Bentham (1876) posteriormente la transfió a Gesneriaceae, colocándola en el género Anetanthus. Barringer (1984) estableció el género monotípico Cubitanthus y lo colocó en Gesneriaceae. Las características morfológicas no son determinantes, sino más bien a favor de una posición en las scrophulariaceas.